# Đội tuyển bóng đá U-20 nữ quốc gia Hàn Quốc
Đội tuyển bóng đá U-20 nữ quốc gia Hàn Quốc là đội tuyển nữ dưới 20 tuổi đại diện cho Hàn Quốc tham dự các giải đấu bóng đá trẻ lứa tuổi U-20 và U-19 trên thế giới, châu lục và khu vực. Đội tuyển được thành lập và quản lý bởi Hiệp hội bóng đá Hàn Quốc.

## Kỷ lục giải đấu

### Giải vô địch bóng đá nữ thế giới U-20
| Giải vô địch bóng đá nữ thế giới U-20 | Giải vô địch bóng đá nữ thế giới U-20 | Giải vô địch bóng đá nữ thế giới U-20 | Giải vô địch bóng đá nữ thế giới U-20 | Giải vô địch bóng đá nữ thế giới U-20 | Giải vô địch bóng đá nữ thế giới U-20 | Giải vô địch bóng đá nữ thế giới U-20 | Giải vô địch bóng đá nữ thế giới U-20 |
| Chủ Nhà/Năm                           | Kết Quả                               | Pld                                   | W                                     | D                                     | L                                     | GF                                    | GA                                    |
| ------------------------------------- | ------------------------------------- | ------------------------------------- | ------------------------------------- | ------------------------------------- | ------------------------------------- | ------------------------------------- | ------------------------------------- |
| 2002                                  | Không đủ điều kiện                    | Không đủ điều kiện                    | Không đủ điều kiện                    | Không đủ điều kiện                    | Không đủ điều kiện                    | Không đủ điều kiện                    | Không đủ điều kiện                    |
| 2004                                  | Vòng Bảng                             | 3                                     | 1                                     | 0                                     | 2                                     | 3                                     | 5                                     |
| Kỷ Lục FIFA U-20 Women's World Cup    |                                       |                                       |                                       |                                       |                                       |                                       |                                       |
| Chủ Nhà/Năm                           | Kết Quả                               | Pld                                   | W                                     | D                                     | L                                     | GF                                    | GA                                    |
| 2006                                  | Không đủ điều kiện                    | Không đủ điều kiện                    | Không đủ điều kiện                    | Không đủ điều kiện                    | Không đủ điều kiện                    | Không đủ điều kiện                    | Không đủ điều kiện                    |
| 2008                                  | Không đủ điều kiện                    | Không đủ điều kiện                    | Không đủ điều kiện                    | Không đủ điều kiện                    | Không đủ điều kiện                    | Không đủ điều kiện                    | Không đủ điều kiện                    |
| 2010                                  | Hạng 3                                | 6                                     | 4                                     | 0                                     | 2                                     | 13                                    | 9                                     |
| 2012                                  | Tứ kết                                | 4                                     | 2                                     | 0                                     | 2                                     | 5                                     | 5                                     |
| 2014                                  | Tứ kết                                | 4                                     | 1                                     | 2                                     | 1                                     | 4                                     | 4                                     |
| 2016                                  | Vòng Bảng                             | 3                                     | 1                                     | 0                                     | 2                                     | 3                                     | 4                                     |
| 2018                                  | Không đủ điều kiện                    | Không đủ điều kiện                    | Không đủ điều kiện                    | Không đủ điều kiện                    | Không đủ điều kiện                    | Không đủ điều kiện                    | Không đủ điều kiện                    |
| 2021                                  | Bị Hủy                                | Bị Hủy                                | Bị Hủy                                | Bị Hủy                                | Bị Hủy                                | Bị Hủy                                | Bị Hủy                                |
| 2022                                  | Chưa Diễn ra                          | Chưa Diễn ra                          | Chưa Diễn ra                          | Chưa Diễn ra                          | Chưa Diễn ra                          | Chưa Diễn ra                          | Chưa Diễn ra                          |
| Total                                 | 6/10                                  | 20                                    | 9                                     | 2                                     | 9                                     | 28                                    | 27                                    |

### Cúp Bóng đá nữ U-20 châu Á
| AFC U-20 Women's Asian Cup | AFC U-20 Women's Asian Cup | AFC U-20 Women's Asian Cup | AFC U-20 Women's Asian Cup | AFC U-20 Women's Asian Cup | AFC U-20 Women's Asian Cup | AFC U-20 Women's Asian Cup | AFC U-20 Women's Asian Cup |
| Hosts / Year               | Result                     | GP                         | W                          | D                          | L                          | GS                         | GA                         |
| -------------------------- | -------------------------- | -------------------------- | -------------------------- | -------------------------- | -------------------------- | -------------------------- | -------------------------- |
| 2002                       | Vòng Bảng                  | 3                          | 2                          | 0                          | 1                          | 17                         | 7                          |
| 2004                       | Vô địch                    | 6                          | 6                          | 0                          | 0                          | 21                         | 2                          |
| 2006                       | Vòng Bảng                  | 3                          | 1                          | 0                          | 2                          | 13                         | 4                          |
| 2007                       | Hạng 4                     | 5                          | 2                          | 2                          | 1                          | 10                         | 3                          |
| 2009                       | Á Quân                     | 5                          | 3                          | 0                          | 2                          | 10                         | 5                          |
| 2011                       | Hạng 4                     | 5                          | 2                          | 1                          | 2                          | 11                         | 9                          |
| 2013                       | Vô địch                    | 5                          | 4                          | 1                          | 0                          | 15                         | 4                          |
| 2015                       | Hạng 3                     | 5                          | 3                          | 0                          | 2                          | 20                         | 2                          |
| 2017                       | Round 1                    | 3                          | 1                          | 0                          | 2                          | 5                          | 1                          |
| 2019                       | Hạng 3                     | 5                          | 3                          | 0                          | 2                          | 13                         | 7                          |
| Tổng                       | 10/10                      | 45                         | 27                         | 4                          | 14                         | 135                        | 47                         |

## Đội Hình
cập nhật tính đến ngày 30 tháng 9 năm 2016
| Số | VT | Cầu thủ        | Ngày sinh (tuổi)  | Trận | Bàn | Câu lạc bộ |
| -- | -- | -------------- | ----------------- | ---- | --- | ---------- |
| 1  | TM | Kim Min-jung   | 12 tháng 9, 1996  |      |     | Hàn Quốc   |
| 2  | HV | Choi Su-jung   | 28 tháng 1, 1997  |      |     | Hàn Quốc   |
| 3  | HV | Kim Hye-in     | 7 tháng 2, 1997   |      |     | Hàn Quốc   |
| 4  | HV | Lee Hyo-kyeong | 12 tháng 2, 1997  |      |     | Hàn Quốc   |
| 5  | HV | Hong Hye-ji    | 25 tháng 8, 1996  | 9    | 0   | Hàn Quốc   |
| 6  | HV | Meang Da-hee   | 8 tháng 4, 1997   |      |     | Hàn Quốc   |
| 7  | TĐ | Namgung Ye-ji  | 17 tháng 4, 1996  | 4    | 3   | Hàn Quốc   |
| 8  | TV | Park Ye-eun    | 17 tháng 10, 1996 | 7    | 0   | Hàn Quốc   |
| 9  | TĐ | Choi Hee-jeong | 8 tháng 3, 1996   |      |     | Hàn Quốc   |
| 10 | TĐ | Jang Chang     | 21 tháng 6, 1996  |      |     | Hàn Quốc   |
| 11 | TV | Sim Seo-hui    | 17 tháng 12, 1998 |      |     | Hàn Quốc   |
| 12 | TV | Song Ji-yoon   | 16 tháng 6, 1997  |      |     | Hàn Quốc   |
| 13 | TV | Han Chae-rin   | 2 tháng 9, 1996   |      |     | Hàn Quốc   |
| 14 | TĐ | Kim So-eun     | 20 tháng 9, 1998  |      |     | Hàn Quốc   |
| 15 | TĐ | Kim Seong-mi   | 2 tháng 4, 1997   |      |     | Hàn Quốc   |
| 16 | TV | Ko Yoo-jin     | 24 tháng 1, 1997  |      |     | Hàn Quốc   |
| 17 | HV | Yoon Sun-young | 1 tháng 9, 1997   |      |     | Hàn Quốc   |
| 18 | TM | Kim Do-hyun    | 19 tháng 6, 1997  |      |     | Hàn Quốc   |
| 19 | TV | Kim So-hee     | 17 tháng 11, 1997 |      |     | Hàn Quốc   |
| 20 | HV | Lee A-in       | 9 tháng 4, 1996   |      |     | Hàn Quốc   |
| 21 | TM | Kwon Hae-in    | 9 tháng 11, 1998  |      |     | Hàn Quốc   |